# 谷風作
谷 風作（たに ふうさく、1994年〈平成6年〉10月13日 - ）は、日本の俳優。福岡県北九州市出身（出生地は静岡県富士市）。立命館大学文学部人文学科卒業。レイ・グローエンタテインメント、劇団幻灯劇場所属。

## 来歴
静岡県富士市に生まれ、0歳のうちにイタリア・ミラノへ転居。3歳の時に福岡県北九州市へ移った。
幼少期より父親と洋画の吹き替え声優（特にテレビ朝日版のダイ・ハード2でジョン・マクレーンを演じた野沢那智）の物真似をして遊び、その影響で演技の仕事に憧れるようになる。
14歳の時に、人見知り克服の名目で地元の市民劇団に参加。ペーター・ゲスナー演出『紫・まれびとエビス～紫川物語～』で主人公・エビスの少年時代を演じ舞台デビュー。
高校（門司学園高等学校）在学時は演劇部に所属。16歳の時に脚本・演出・主演を務めた『木村に100円借りた』が高文連主催の2011年度福岡県高校演劇大会北九州地区大会で奨励賞を受賞。
立命館大学に入学後、大学公認演劇サークルの劇団月光斜に所属（当時の芸名は「なうしか」）。2016年度京都学生演劇祭にて『虎と娘』で主演・虎尾を演じ大賞を受賞。同年の演劇ドラフト会議で劇団衛星より1位指名を受ける。
2017年に大学を卒業後、オフィス斬に所属。2018年にレイ・グローエンタテインメントへ移籍。
脚本の執筆も行っており、戯曲『蚊の子のカゾク』が2017年度第44回テアトル・エコー創作戯曲募集で最終選考3作品に選出。また、イタリア・ボローニャの劇場 "Teatri di vita" 主催の朗読劇へ短編戯曲を寄稿している。

## 人物
幼少期をイタリアで過ごしたにもかかわらず、イタリア語が話せないのがコンプレックスだったため、大学ではイタリア語を専攻した。
ヒョウモントカゲモドキを飼っている。当初「白身」と名付けたが、現在はほとんどその名前で呼ばず、「娘さん」と呼んでいる。

## 出演

### 映画
- 神さまの轍 -CHECKPOINT OF THE LIFE-（2018年3月17日） - 新庄憲弘 役
- コンフィデンスマンJP -ロマンス編-（2019年5月17日）
- 愛なき森で叫べ（2019年10月11日） - 黄島 役
- バイプレイヤーズ 〜もしも100人の名脇役が映画を作ったら〜（2021年4月9日）- 特攻隊員 役
- プリズナーズ・オブ・ゴーストランド（2021年 10月8日）
- 偽りのないhappy end（2021年12月17日） - クハラ 役
- ダミー男子（2022年7月1日） - 幸⽥優作 役
- 消えない虹（2022年6月3日）
- 劇場版TOKYO MER 〜走る緊急救命室〜（2023年4月28日、東宝） - 杉田英輔 役（YOKOHAMA MER・サードドクター）
- お金が足りない。（2023年10月4日） - 高橋隆二 役
- ゲバルトの杜 ～彼は早稲田で死んだ～（2024年5月25日） - 革マル派現場責任者・タニ 役
- はたらく細胞（2024年12月13日） - キラーT細胞 役

### テレビドラマ
- 月9（フジテレビ系）
  - コンフィデンスマンJP 第6話・最終話（2018年5月14日・6月11日） - 18歳ボクちゃん 役
  - トレース 〜科捜研の男〜 最終話（2019年3月17日）
  - SUITS シーズン2 第11話（2020年9月21日） - 新人アソシエイト候補生 役
  - 嘘解きレトリック 第9話（2024年12月2日） - 使用人 役
- 時空探偵おゆう 大江戸科学捜査（2019年7月5日 - 8月23日、関西テレビ・TOKYO MX） - 町人 役
- コタキ兄弟と四苦八苦 第2話（2020年1月18日、テレビ東京系） - 新婦友人 役
- 左手一本のシュート（2020年3月14日、BS-TBS） - 先輩バスケット部員 役
- 日曜劇場（TBSテレビ系）
  - 半沢直樹 シーズン2 第5話（2020年8月16日） ‐ 帝国航空経理部社員 役
  - DCU 第1話（2022年1月16日） - 群馬県警察水難救助部隊員 役
  - マイファミリー / My Family （2022年4月10日 - 6月12日） - 七里ヶ浜警察署・レギュラー刑事 役[8]
  - VIVANT（2023年7月16日 - 9月17日） - 公安部外事第4課レギュラー捜査官 役
  - アンチヒーロー 第8話（2024年6月2日） - 私服警官 役
  - キャスター 第4話（2025年5月4日） - 教員 役
  - 19番目のカルテ（2025年7月13日） - 魚虎総合病院 レギュラー医師 役
- 土ドラ クロステイル 〜探偵教室〜 第4話（2022年4月30日、フジテレビ系） - 修治 役
- 金曜ドラマ クロサギ 第9話（2022年12月16日、TBSテレビ系） - 耳打ち刑事 役
- おもかげ（2023年3月27日、NHK BS4K） - 当直医・鈴木裕也 役
- 牙狼〈GARO〉 ハガネを継ぐ者 第1話（2024年1月11日、TOKYO MX / BS日テレ） - 原西 役
- 土曜ドラマ 新空港占拠 第1話（2024年1月13日、日本テレビ系） - 手術助手 役
- ドラマストリーム 瓜を破る 一線を越えたその先には 第1話（2024年1月24日、TBSテレビ） - ゲーム喫茶店員 役
- 連続ドラマW-30 演じ屋 Re:act 第3話（2024年6月7日、WOWOW） - 役所スタッフ 役
- 世界で一番怖い答え「職場結婚」（2024年12月29日、フジテレビ） - 高田和宏 役
- 金曜ドラマ クジャクのダンス、誰が見た？ 第4話（2025年2月14日、TBS） - 阿南の事務官 役
- ナンバーワン戦隊ゴジュウジャー 第1話（2025年2月16日、テレビ朝日） - 襲われる男性 役
- まどか26歳、研修医やってます！ 第9話（2025年3月11日、TBS） - 第一助手 役
- ドラマストリーム 三人夫婦 第7話（2025年5月20日、TBS） - 天満と歩く男 役

### 配信ドラマ
- 愛なき森で叫べ：Deep Cut（2020年4月30日、Netflix） - 黄島 役
- 全裸監督 シーズン2 第2話（2021年6月24日、Netflix）
- ヒヤマケンタロウの妊娠 第3話・第4話（2022年4月21日、Netflix） - ユニーヴ・マーケティング部社員 役
- 破滅へのカウントダウン 第1話（2024年3月18日） - 遠藤直弼 役
- 宇宙財閥令嬢の下剋上 第43・44話（2025年7月10日） - 赤ちゃんプレイ専門店 黒服 役

### 舞台
- 虎と娘（2016年、人間座スタジオ、京都大学 吉田寮食堂） - 主演・虎尾 役（2016年度京都学生演劇祭大賞）[4]
- DADA（2017年、ロームシアター京都 ノースホール） - 主演・らじお 役[9][10]
- 56db（2017年、鳳山文化芸術会館 ラオンホール） - 医者 役[11][12]
- ラッツィ・バッツィの耳を1000回殴る（2018年、京都市東山青少年活動センター） - パスタ―ヴィッツ牧師 役[13]
- 緑子の部屋（2019年、東京芸術劇場 アトリエイースト） - 大熊 役
- 永浜（2019年、阿佐ヶ谷アートスペースプロット） - 主演・啞 役（第16回杉並演劇祭優秀賞）
- 光の祭典（2017年、大阪市立芸術創造館／2018年、伊丹アイホール） - 麻生良太朗 役,（2019年、こまばアゴラ劇場） - 主演・江上透 役
- 0番地（2020年、京都府立文化芸術会館） - 東和也 役
- 盲年（2021年、京都芸術センター／2021年、こまばアゴラ劇場） - 吉田大八 役
- 0番地（2023年、新宿シアタートップス） - 三牧琢磨 役
- フィストダイバー（2024年、浅草九劇） - 又聞 役

### CM・広報・Web
- WATCHA（2017年5月30日）[1][14]
- アートネイチャー「マープ・リボーン」（2018年3月23日）[1][14]
- SCRAP「リアル脱出ゲーム×名探偵コナン『公安最終試験（プロジェクト・ゼロ）からの脱出』」（2018年6月15日）[1][14]
- JAPAN VIDEO TOPICS「バーチャルキャラクター ～新時代のパートナー～」（2018年11月27日）[1][14]
- クラシエ「漢方セラピー（ゆずりあい篇）」（2019年1月15日）[1][14]
- Azar（2019年1月28日）
  - 「サッカー観戦」編
  - 「ギター」編
  - 「手相」編
- 小田急電鉄「箱根フリーパス」（2019年10月7日）[1][14]
- 明治「メイジのだいじ」新聞広告（2020年3月29日,3月30日） - 明治社員 役[1][14]
- Lilith Games「AKF アリーナ」（2020年7月8日）
- 「RECEPTIONIST」（2020年8月6日）
- SUNSTAR「G･U･M」（2020年8月31日）
- Lilith Games「Rise of Kingdoms ―万国覚醒―」（2020年9月27日）
- チャレンジふくしま県民運動「ウォークビズ」（2020年11月18日）
- 「TNJな人々」第5話（2021年6月25日） - 山下優斗 役
- Re就活「異業種転生 〜はじめて転職してみたら秘めていた俺のスキルが開花した〜」（2021年7月8日） - 山中悟 役
- 八月のシンデレラナイン「ハチナイ、しよ？」編（2021年8月6日）
- 八十二銀行「勇者たち」（2021年12月24日） - 勇者 役
  - 「遺言信託」編
  - 「ライフサポート」編
  - 「判断能力の低下」編
  - 「遺産整理」編
- ベルクラシック「モノローグ編」（2022年1月12日） - 新郎マサキ 役
- GATSBY「コンディショニング オールインワン」（2022年10月3日）
- 漢検「学びたいって、希望だ」社会人編（2022年11月21日）
- ハウス食品「スパイス オブ ライフ」〜充実ごはんのある暮らし〜（2022年11月26日）
- 旭化成ホームプロダクツ「サランラップ」チャランラップ現る篇（2023年1月12日）
- バイク王「愛車循環篇」（2023年1月20日）
- Tポイント ガイドムービー「たいして貯まらないんでしょ？篇」（2023年3月13日）
- トップバリュ「プレミアム生ビール」夏のうまいに！篇（2023年7月25日）
- Cloud Link「なんでも早い IT田中」篇（2023年8月28日）
- ブラックサンダー「頭がつかれたときに、いったんザクザクだ！」（2023年9月1日） - 黒井 役
  - 「即決田係長」編
  - 「心配杉課長」編
  - 「休間内部長」編
- KDDI「思いがつながる喜びを、ひとりでも多くの人へ。」（2023年10月27日） - 新郎 役
- Digital Garage「Musubell for 仲介」（2023年1月11日） - メイン社員 役
- 住友林業「三年目の面接（施工管理編）」（2024年1月20日） - 鈴木風作 役
- スカパー！「誤解です」（2024年3月25日） - メイン彼氏 役
- ベンチャーGO「起業経験は財産だ！」（2024年10月1日）- メイン部下 役
- 第一三共ヘルスケア「ルルアタックプレミアムシリーズ」『エージェント』篇（2024年10月16日） - 男性スタッフ 役
- 東京都福祉局「ふくむすび」トレーダー編（2024年10月25日） - 吉田健 役
- グロービス学び放題「スキマ時間にスマホでグロ放題♪（電車篇）」（2025年7月24日） - メイン社員 役

### PV・モデル
- 小説「18歳のビッグバン」（2015年10月14日） - 小林春彦 役[1][14]
- SKSS「顔認証セキュリティ Secure Face」（2020年3月9日）
- JACLAバイクマガジン（2022年秋号） - スチールモデル
- トヨタ「ハイエース」（2024年1月）カタログモデル
- がんノート「なんてな」（2024年4月4日）望月健太郎 役